# سيباستيان سافاج
سيباستيان سافاج (بالإنجليزية: Sebastian Savage)‏ هو لاعب كرة قدم أمريكية أمريكي، ولد في 12 ديسمبر 1969 في كارليلس في الولايات المتحدة.

## وصلات خارجية
- سيباستيان سافاج على موقع مرجع كرة القدم المحترفة.كوم (الإنجليزية)